# Кламат (река)
Кламат (енгл. Klamath River) је река која протиче кроз САД. Дуга је 423 km. Протиче кроз америчке савезне државе Орегон и Калифорнију. Улива се у Тихи океан.